# Disneytoon Studios
Disneytoon Studios var ett dotterbolag till Walt Disney Animation Studios (fram till 2007 Walt Disney Feature Animation). Studion stängdes den 28 juni 2018, och kvarvarande studior inom Disney-koncernen var därefter Walt Disney Animation Studios och Pixar Animation Studios. Studion var känd för att producera direkt-till-video (material släppt direkt till DVD/VHS utan biografvisning) med klassiska Disney-uppföljare och filmer baserade på figurer som Musse Pigg och Nalle Puh, samt egna produktioner som Planes och Tingeling.
Disneytoon Studios utvecklades ursprungligen som en del av Walt Disney Television Animation som i sin tur bildades i november 1984, med Gary Krisel som chef, för att producera specialanimering för TV. TV-studions första serier var Bumbibjörnarna och Wuzzlarna. Ett decennium senare producerade de 150 halvtimmeslånga avsnitt per år, samt specialprogram, filmer, direkt-till-video-långfilmer, musikvideor, kortfilmer och reklamfilmer. Den första långfilmen som producerades av studion, och även den första långfilmen att produceras utanför Walt Disney Animation Studios var Farbror Joakim och Knattarna i jakten på den försvunna lampan (1990) - baserad på TV-serien Ducktales. Filmen lanserades under etiketten Disney MovieToons och regisserades av Bob Hathcock. Större delen av produktionen utfördes av den franska filialen i Paris, lett av bröderna Paul och Gaëtan Brizzi, och studior i London och Australien var också delaktiga. Även Kina var delaktiga i färgläggningen. Produktionen av filmen markerade flera viktiga steg för Disney - det var första gången företaget använde internationella animations-team för en långfilm, och det blev också den sista Disney-filmen som använde traditionell färgläggning innan övergången till digital teknik. Filmen hade en budget på cirka 20 miljoner dollar, men spelade endast in runt 18 miljoner i USA, vilket ledde till att planerade uppföljare aldrig förverkligades. Trots sitt initialt svala mottagande har Jakten på den försvunna lampan i efterhand uppnått en viss kultstatus bland fans och animationsentusiaster och betraktas som en viktig milstolpe i Disneys expansion av sina animationer från biodukten till TV-soffan. Filmen är idag tillgänglig via strömningstjänsten Disney+.
2003 fick studion officiellt sitt nya namn ("DisneyToon"). I Australien verkade DisneyToon Studios Australia mellan 1988 och 2006. En japansk filial, Walt Disney Animation (Japan), som öppnade 1989, stängdes 2003. År 2013 ändrades stavningen från "DisneyToon" till "Disneytoon". Vid nedläggningen 2018 förlorade cirka 75 anställda sina jobb, även om många av dem överfördes till andra studior inom koncernen. En bidragande orsak till nedläggningen var den minskande försäljningen av fysiska lagringsmedium.
I samband med Disneys förvärv av Pixar 2006, där bland andra Steve Jobs var styrelseledamot, genomfördes förändringar inom Disneys animationsverksamhet. Efter förvärvet blev Jobs en betydelsefull styrelseledamot i Disney, medan kreativa förändringar leddes av John Lasseter och Ed Catmull, vilket också kom att påverka Disneytoon Studios.